# Lafoea gaussica
Lafoea gaussica är en nässeldjursart som beskrevs av Ernst Vanhöffen 1910. Lafoea gaussica ingår i släktet Lafoea och familjen Lafoeidae. Inga underarter finns listade i Catalogue of Life.